# Jüdischer Friedhof Schönhauser Allee

Übersichtsplan

Der Jüdische Friedhof in der Schönhauser Allee 23–25 liegt nördlich des Senefelderplatzes im Ortsteil Prenzlauer Berg (Bezirk Pankow) von Berlin. Er wurde hauptsächlich zwischen 1827 und 1880 genutzt. Während dieser Zeit durchlebte die Jüdische Gemeinde bedeutende politische und kulturelle Veränderungen, die auch auf diesem Friedhof ihren Ausdruck fanden. Seit den 1970er Jahren steht die gesamte Anlage unter Denkmalschutz.

## Vorgeschichte
In größeren Städten wurden Friedhöfe im Allgemeinen vor den Stadttoren angelegt. So entstand 1672 auch der erste größere jüdische Friedhof Berlins. Er wurde unmittelbar vor dem Spandauer Tor der Berliner Festungsanlagen gegründet, auf einem Gelände an der heutigen Großen Hamburger Straße. Bald jedoch war dieser Begräbnisplatz von der schnell wachsenden Spandauer Vorstadt eingeschlossen. Eine weiter außen vorhandene Akzisemauer, an deren Toren Zoll erhoben wurde, bildete die neue Stadtgrenze. 1774 forderte die Gesundheitsbehörde auch, innerhalb dieser Mauer keine Beisetzungen mehr zuzulassen. In Paragraph 184 des Preußischen Allgemeinen Landrechts wurde dann 1794 verfügt, dass „in Kirchen und bewohnten Gegenden keine Leichen beerdigt werden sollen“. Aber erst 1817 und noch einmal 1824 richtete die preußische Regierung dringende Aufforderungen an die Jüdische Gemeinde Berlins, den alten Friedhof zu schließen und ein geeignetes Gelände außerhalb der Stadt vorzuschlagen.

## Entstehung des Friedhofs, Aussehen und Nutzung
Im Oktober 1824 erwarb die Jüdische Gemeinde von dem Meiereibesitzer Wilhelm Gotthold Büttner für 5800 Taler ein Grundstück von etwa fünf Hektar, beinahe zehnmal so groß wie der bisherige Friedhof. Es lag vor dem Schönhauser Tor der Akzisemauer an einem historischen Weg zum Dorf Pankow, der, nachdem er gepflastert worden war, zunächst Pankower Chaussee und 1841 den Namen Schönhauser Allee erhalten hatte. Der neue Friedhof wurde nach den Plänen des Stadtbaurats Friedrich Wilhelm Langerhans angelegt und am 29. Juni 1827 unter dem Rabbiner Jacob Joseph Oettinger mit der Grablegung einer Sara Meyer, geb. Benda, eingeweiht.
Auf dem Friedhofsgelände an der Schönhauser Allee entstanden 1827 einige kleinere klassizistische Friedhofsbauten. Bis 1880 wurden auf diesem neuen Kirchhof alle in Berlin gestorbenen Juden beigesetzt. Im Jahr 1892 ließ die Jüdische Gemeinde eine neue Trauerhalle und unter der Liegenschaftsnummer 22 ein Verwaltungsgebäude im historisierenden Stil des späten 19. Jahrhunderts errichten; die Entwürfe hatte der Architekt Johann Hoeniger geliefert. Es handelte sich um ein Jüdisches Alter-Versorgungsheim. Der Friedhof mit rund 22.800 Einzelgräbern und 750 Erbbegräbnissen ist der älteste erkennbare jüdische Begräbnisort Berlins, sein Vorgänger ist nur noch als Gedenkstätte und Parkanlage erhalten. Als sich um 1880 angesichts der rasch zunehmenden Einwohnerzahl Berlins abzeichnete, dass die Fläche an der Schönhauser Allee nicht ausreichen würde, ließ die Jüdische Gemeinde den Jüdischen Friedhof in Weißensee anlegen. Dieser wird seitdem stets genutzt und entwickelte sich bis zum 21. Jahrhundert als Größter seiner Art in Europa.
Vereinzelte Beerdigungen auf dem Friedhof an der Schönhauser Allee fanden nach der offiziellen Schließung weiterhin statt - zum einen durften auf Erbbegräbnissen noch Grabmäler bis in die 1920er Jahre errichtet werden und auf reservierten Flächen fanden Bestattungen bis in die 1970er Jahre statt.

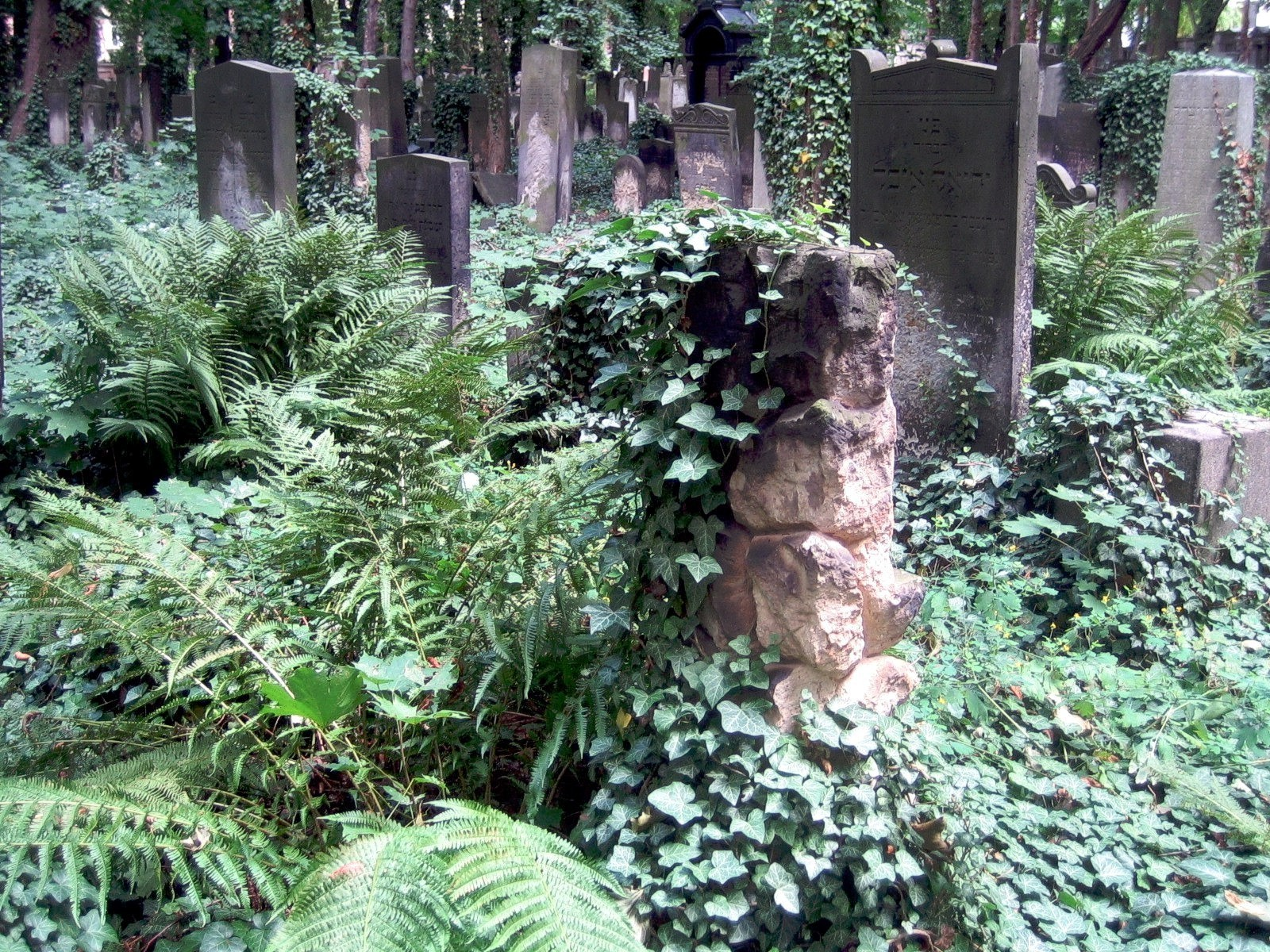
Gräberfeld C, Teilansicht

Im Jahr 1920 gab es einen Wettbewerb für Architekten, um Entwürfe für ein Grabmal für den israelitischen Friedhof an der Schönhauser-Allee in Berlin zu erlangen. Drei Lösungen „von hoher künstlerischer Qualität“ hatte die Jury prämiert. Ob ein solches allgemeines Grabmal errichtet wurde, ist nicht bekannt.
Mehrere Hauptwege gliedern das Friedhofsgelände, von denen einer dem Verlauf der Friedhofsmauer folgt. An diesen relativ breiten Wegen befinden sich aufwendig gestaltete Einzel- und Familiengrabstätten. Auf den dazwischen liegenden Gräberfeldern (A–L) finden sich überwiegend sehr einfache Grabmale, zum Teil auch Gräber, die nur durch Nummernsteine gekennzeichnet sind, sodass manche dieser Flächen noch an das Aussehen früherer jüdischer Friedhöfe erinnern. In einer Ehrenreihe sind Verstorbene bestattet, die sich um die Jüdische Gemeinde oder das Judentum im Allgemeinen verdient gemacht hatten. Abweichend von der Tradition des orthodoxen Judentums hat die Berliner Jüdische Gemeinde auf diesem Friedhof als Ergebnis innerjüdischer Reformen auch Feuerbestattungen zugelassen.
Im Jahr 1961 ließ die Berliner Jüdische Gemeinde in Abstimmung mit dem Ost-Berliner Magistrat anstelle der im Zweiten Weltkrieg zerstörten Feierhalle ein Ehrenmal aus Quadersteinen errichten, das der Bildhauer Ferdinand Friedrich entworfen hatte. Es trug die Inschrift: „hier gehst DU SCHWEIGENd Doch WENN DU Dich WENdESt SchWEIGE NICht.“ Dieses Ehrenmal musste später dem Neubau des Lapidariums weichen. Der ursprüngliche Text befindet sich nun auf einer Mauer gleich rechts neben dem Eingang.

## Gräber

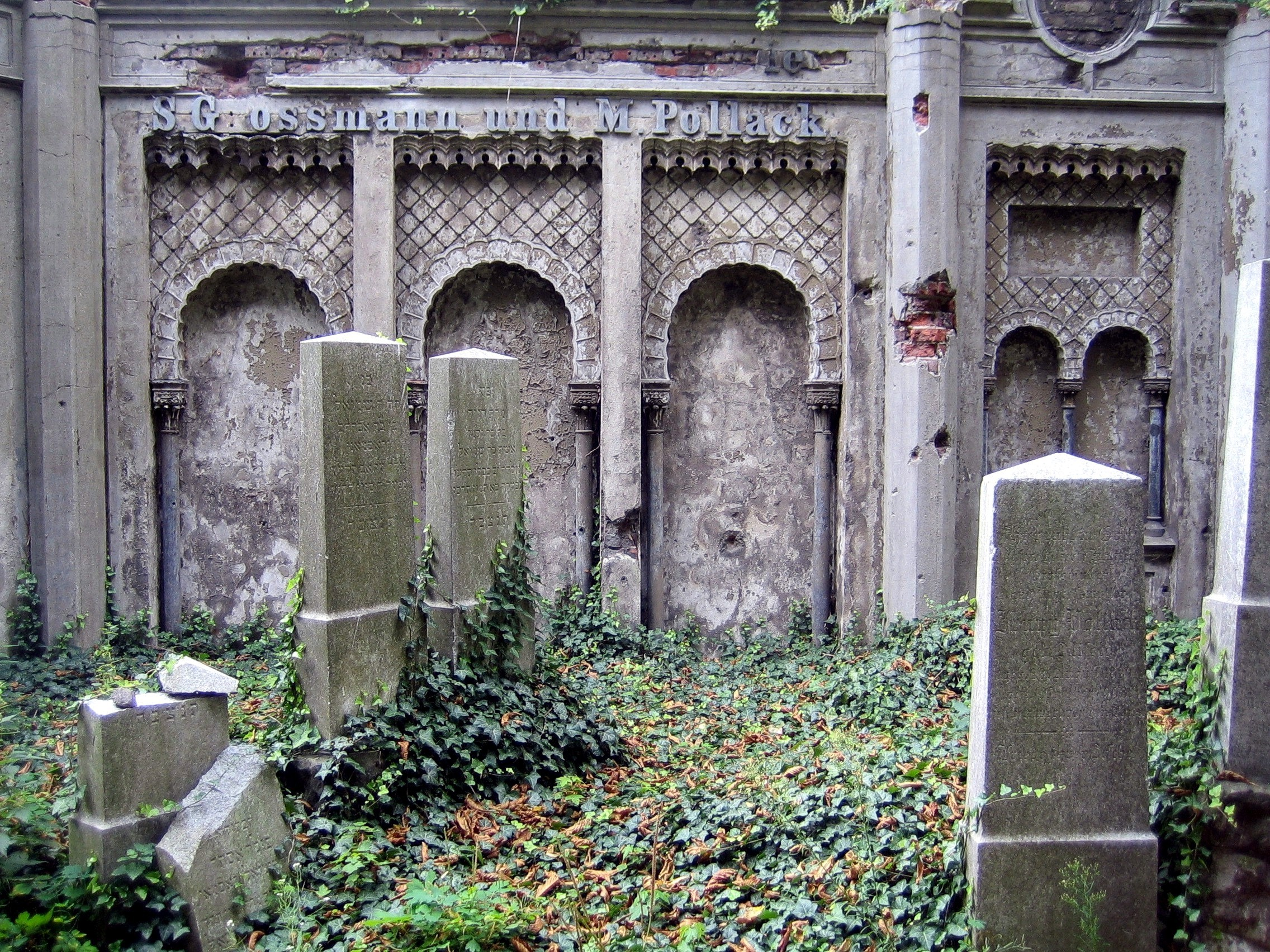
Wandgrab Nummer 4

Die tiefgreifenden Änderungen des jüdischen Lebens im Berlin des 19. Jahrhunderts hinterließen gerade auf dem Friedhof an der Schönhauser Allee deutliche Spuren. Die gesellschaftliche Gleichberechtigung der Juden kam schrittweise voran. Die Juden ihrerseits waren zunehmend bereit, sich in die Gesellschaft, die sie umgab, kulturell zu integrieren. Die vorher sehr einheitliche jüdische Friedhofskultur veränderte sich und glich sich in mancher Hinsicht der Umgebung an. Deutsche Inschriften hatte es auf jüdischen Grabsteinen im 18. Jahrhundert noch nicht gegeben. Nun erschienen sie zunächst ergänzend auf der Rückseite, bald aber auch auf der Vorderseite der Steine, wo sie das hergebrachte hebräische Schema verdrängten. In manchen Fällen sah man scheinbar hebräische Inschriften – tatsächlich waren es deutsche Texte, in hebräischen Lettern geschrieben. Oft war der Davidstern der einzige Hinweis auf die Religionszugehörigkeit des Verstorbenen.
Auf dem alten jüdischen Friedhof hatte es kaum Unterschiede zwischen den einzelnen Grabmalen gegeben – sie waren annähernd gleich geformt und bestanden einheitlich aus Sandstein. An der Schönhauser Allee entstanden nun Grabstellen von sehr unterschiedlichem Aussehen. Sie spiegelten vielfach die gesellschaftliche Stellung und den materiellen Wohlstand einer Person oder einer Familie wider. Statt Sandstein wurden jetzt auch Granit und Marmor verwendet. Einen ganz neuen Typus bildeten die Wandgräber entlang der Friedhofsmauer. Sie wurden oft aus verputztem Backsteinmauerwerk gestaltet, auf der Rückwand war der Familienname angebracht. Davor stand, der Tradition entsprechend, für jeden Verstorbenen eine eigene Stele; später, wie im Fall der Familie Beer/Meyerbeer, wurden auch Namenstafeln in die Rück- und Seitenwände eingefügt. Diese Gräber waren nicht nur Ausdruck eines gesteigerten Repräsentationsbedürfnisses, sondern auch eines Gefühls bis dahin unbekannter Sicherheit und Sesshaftigkeit – sie waren als Erbbegräbnisse auch für zukünftige Generationen angelegt.

## Krieg und Vandalismus
Die Eingangsbebauung von 1892, darunter die Trauerhalle, wurden im Zweiten Weltkrieg zerstört. Auch manche der Grabstätten fielen Bomben- oder Granateinschlägen zum Opfer. Inschriften, Verzierungen und Grabgitter aus Metall wurden in der Zeit des Nationalsozialismus geraubt und eingeschmolzen. Gegen Kriegsende hob man auf dem Friedhofsgelände Splittergräben aus und befestigte sie mit Grabsteinen, andere Steine wurden von den Gräbern entfernt und willkürlich übereinander gehäuft.
1988 wurden über 100 Grabsteine von randalierenden Jugendlichen umgestürzt. Ähnliche Vorfälle von Grabschändung wiederholten sich, so beispielsweise im Jahr 1997, als 28 Grabsteine, darunter einige, die kurz zuvor restauriert worden waren, von Unbekannten umgestoßen und teilweise zerstört wurden. Die Polizei ließ wissen, es gebe „keine Hinweise auf eine antisemitische Tat“.

## Lapidarium

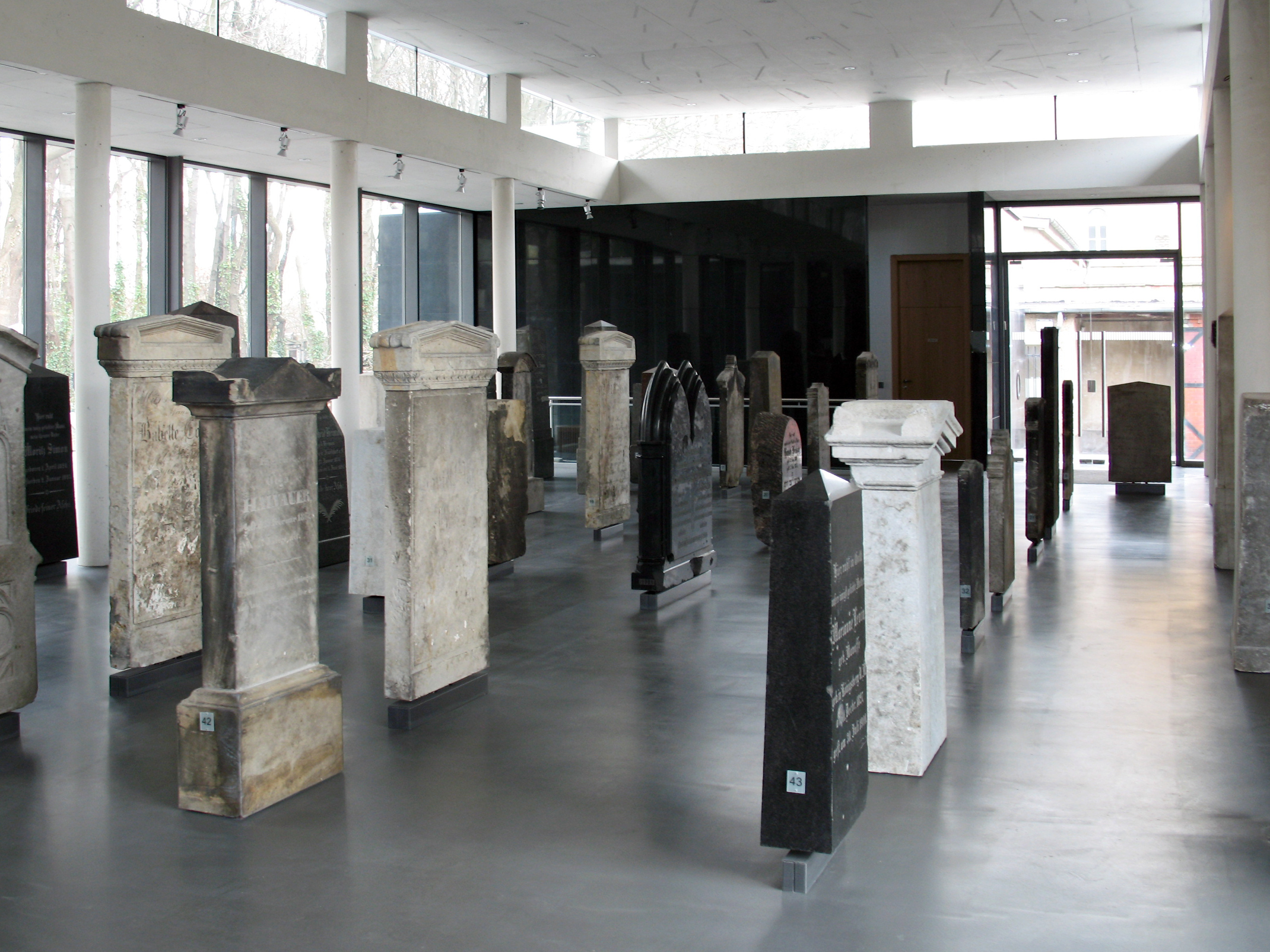
Blick ins Lapidarium

Bei den umfangreichen Restaurierungsarbeiten, die nach 1990 auf dem Friedhof vorgenommen wurden, konnten nicht alle der zum Teil stark verwitterten und beschädigten Steine einem bestimmten Grab zugeordnet werden. Um ihnen dennoch einen würdigen „Ort der Bewahrung“ zu geben, wurde das Lapidarium errichtet. Das Gebäude wurde von der Jüdischen Gemeinde in Berlin und dem Landesdenkmalamt in Auftrag gegeben, nach Plänen des Architekturbüros Ruth Golan und Kay Zareh auf den Fundamenten der kriegszerstörten Trauerhalle erbaut und am 10. Juni 2005 fertiggestellt. Das Lapidarium (lat. lapis = ‚der Stein‘) enthält mehr als 60 Grabsteine aus dem 19. und frühen 20. Jahrhundert sowie Schautafeln über jüdische Friedhofskultur und jüdische Trauerrituale. Der eingeschossige, zurückhaltend proportionierte Baukörper mit seiner offenen, lichten Struktur erinnert in seiner Komposition bewusst an den Barcelona-Pavillon von Ludwig Mies van der Rohe. Der reduzierte, klare Ausdruck und die Betonung der Horizontalen zielen darauf ab, den Steinen Raum zu geben – sowohl im physischen als auch im erinnerungskulturellen Sinne. Die Architektur des Lapidariums ist dabei nicht nur funktional, sondern auch kontemplativ: Sie schafft einen Ort stiller Würdigung und Reflexion.

## Gedenktafeln und Gedenkstele
Nach Kriegsende 1945 blieb der Friedhof zunächst geschlossen. Die Ruinen der zerstörten Gebäude am Eingang wurden erst in den 1950er Jahren abgetragen. Seit den 1970er Jahren mahnt hier an der Friedhofsmauer eine Gedenktafel: „Dieser Jüdische Friedhof wurde / 1827 / seiner Bestimmung übergeben / In der Zeit von / 1933–1945 / wurde er von den Faschisten / zerstört / Der Nachwelt soll er als / Mahnung erhalten bleiben.“
Auf dem Rondell des ehemaligen Hauptweges befindet sich eine Stele, die die jüdischen Revolutionäre Alexander Goldmann aus Potsdam und Simon Barthold aus Schivelbein ehrt, die bei den Märzkämpfen 1848 gefallen waren.

## Judengang

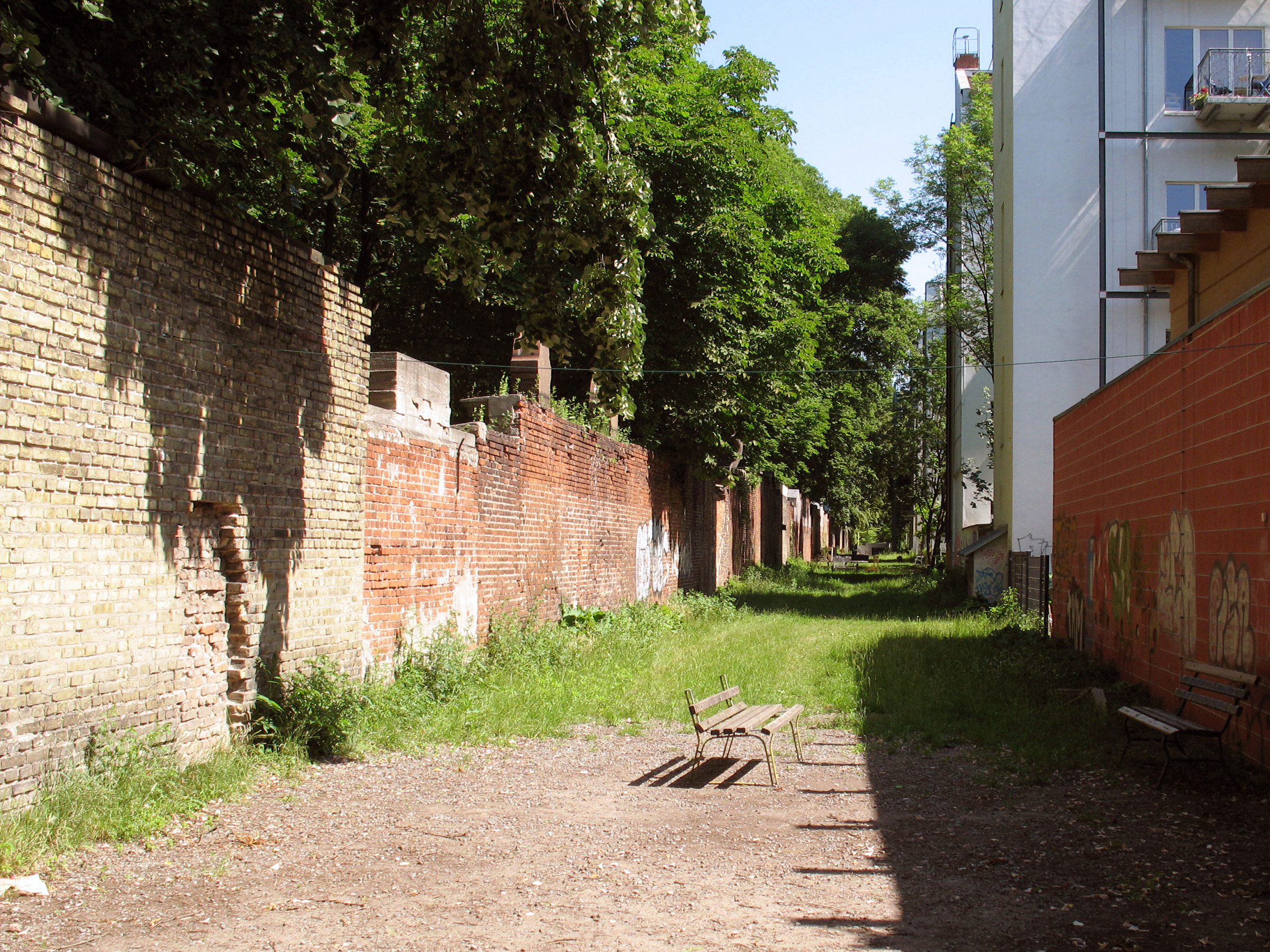
Judengang

An der Außenseite des Friedhofs, zwischen der südöstlichen Begrenzungsmauer und den Höfen der daran anschließenden Bebauung, erstreckt sich zwischen Senefelderplatz und Kollwitzplatz der Judengang, zuweilen auch als Judenweg oder Kommunikation bezeichnet. Er ist etwa sieben Meter breit und 400 Meter lang. Sein heutiger Eingang befindet sich in der Knaackstraße 41 am Kollwitzplatz und wird nur für Führungen geöffnet. Die Umstände seiner Entstehung sind nicht eindeutig belegt. Die Quellen sprechen meist davon, dass dieser Weg zu einem Hintereingang des Friedhofs angelegt werden musste, weil König Friedrich Wilhelm III. bei seinen Fahrten zum Lustschloss Schönhausen auf der Schönhauser Allee keinem Leichenzug begegnen wollte. Ein Grund für diesen Seiteneingang wird aber auch aus der Halacha, der religiösen Richtlinie des Judentums, hergeleitet. Der Judengang wurde 2003 als Gartendenkmal neu hergerichtet, den unmittelbaren Anwohnern steht er als halbprivater Grünraum zur Verfügung.

## Versteck
Im nordwestlichen Teil des Friedhofs macht ein umzäunter offener Schacht auf ein Versteck aufmerksam, in welchem in den letzten Tagen des Zweiten Weltkriegs junge Deserteure Unterschlupf vor der herannahenden Kampffront gesucht hatten. Sie wurden jedoch von der SS aufgespürt und gehängt. Eine metallene Gedenktafel erinnert die Besucher des Friedhofs an dieses tragische Ereignis. Die Tafel trägt die Inschrift „Den Tod anderer nicht zu wollen, das war ihr Tod. Hier verbargen sich Ende des Jahres 1943 Kriegsgegner. Sie wurden von der SS entdeckt, an den Bäumen erhängt und hier verscharrt.“

## Einige ausgewählte Grabstellen
In der Abteilung L steht das Grabmal Gerson von Bleichröder. Der Hofbankier, Bankier der preußischen Regierung und Finanzberater Otto von Bismarcks war 1872 als erster nicht-getaufter Jude in Preußen in den erblichen Adelsstand erhoben worden. Bei dem damals viel beschäftigten Bildhauer Reinhold Begas hatte er ein Familienmausoleum aus Carrara-Marmor bestellt, dessen Kosten Begas auf 75.000 Mark veranschlagte, eine enorm hohe Summe. Ausgeführt wurde schließlich ein wesentlich schlichteres, neobarockes Grabmal mit hohem Postament und reich geschmückter Amphore.
Das Grabmal für Salomon Haberland und seine Frau Olga in der Abteilung L besteht vollständig aus Marmor und entstand um 1920. Die eigentümlich antikisierende Form zeigt vier ionische Säulen in einem Rahmen, der links mit Darstellungen von Eidechsen und Farnen, rechts mit Palmen und Vögeln und oben mit Glaubenssymbolen und Palmzweigen geschmückt ist. Haberland war ein erfolgreicher Immobilienkaufmann, der hauptsächlich durch die Erschließung und Bebauung des so genannten Bayerischen Viertels bekannt geworden ist.
Der Maler Max Liebermann wurde im freistehenden Erbbegräbnis seiner großbürgerlichen Familie in der Nähe der südöstlichen Friedhofsmauer beigesetzt. Der Entwurf für die L-förmige, mit Motiven der Neorenaissance gestaltete Anlage stammte von dem seinerzeit bekannten Architekten Hans Grisebach. Liebermann hatte sich als einer der ersten deutschen Maler mit der Arbeitswelt auseinandergesetzt. Seit 1898 war er Mitglied der Akademie der Künste, seit 1920 ihr Präsident. Als die Nationalsozialisten 1933 die Macht übernahmen, verzichtete er auf sein Amt.
Eine Besonderheit ist das Grabmal von Sophie Loewe, eine pyramidenförmige Mauer, erbaut auf der dreieckigen Fläche des Erbbegräbnisses der Familie Loewe an einer Wegeeinmündung nahe der Friedhofsmauer im Feld G. Ludwig Loewe, wohlhabender Fabrikant und fortschrittlicher Politiker, hatte es für seine jung verstorbene Ehefrau errichten lassen. Noch ungewöhnlicher als die äußere Form des Grabmals ist das Porträtmedaillon der Verstorbenen – ein bewusster, emanzipatorischer Verstoß gegen die Tradition der Bildnislosigkeit in der jüdischen Friedhofskultur und das erste Beispiel dieser Art in Berlin.

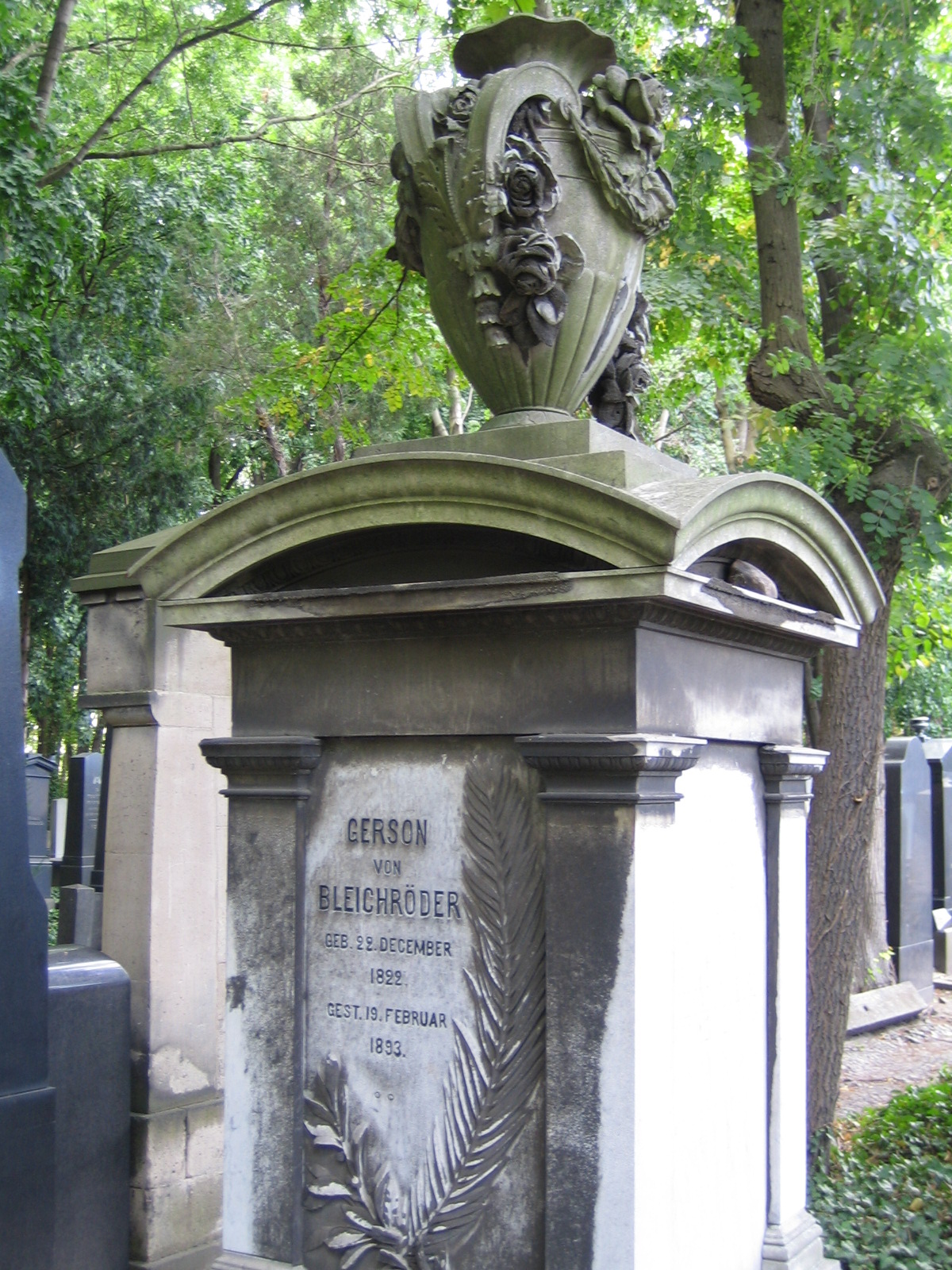
Grabmal Bleichroeder
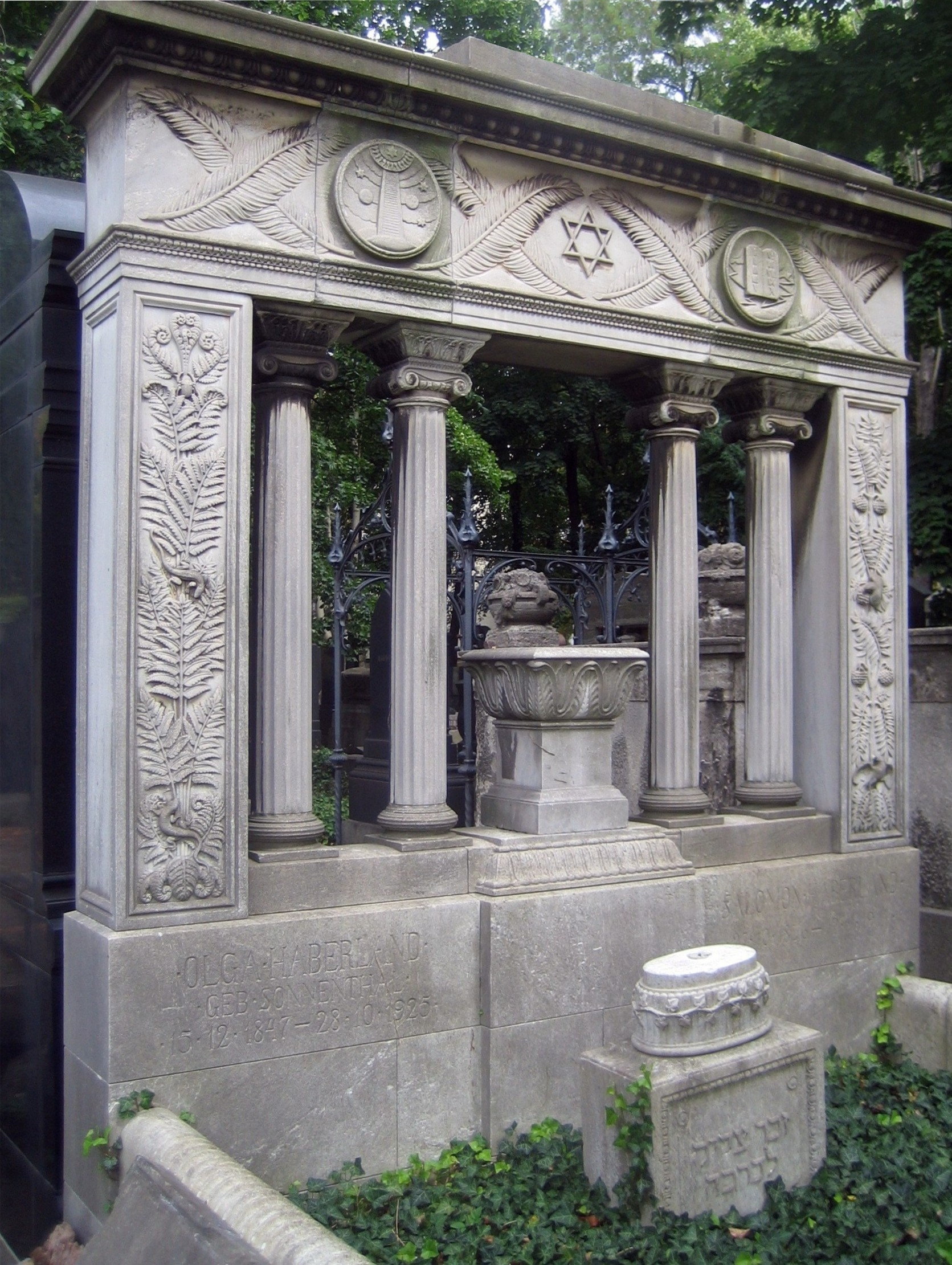
Grabmal Haberland
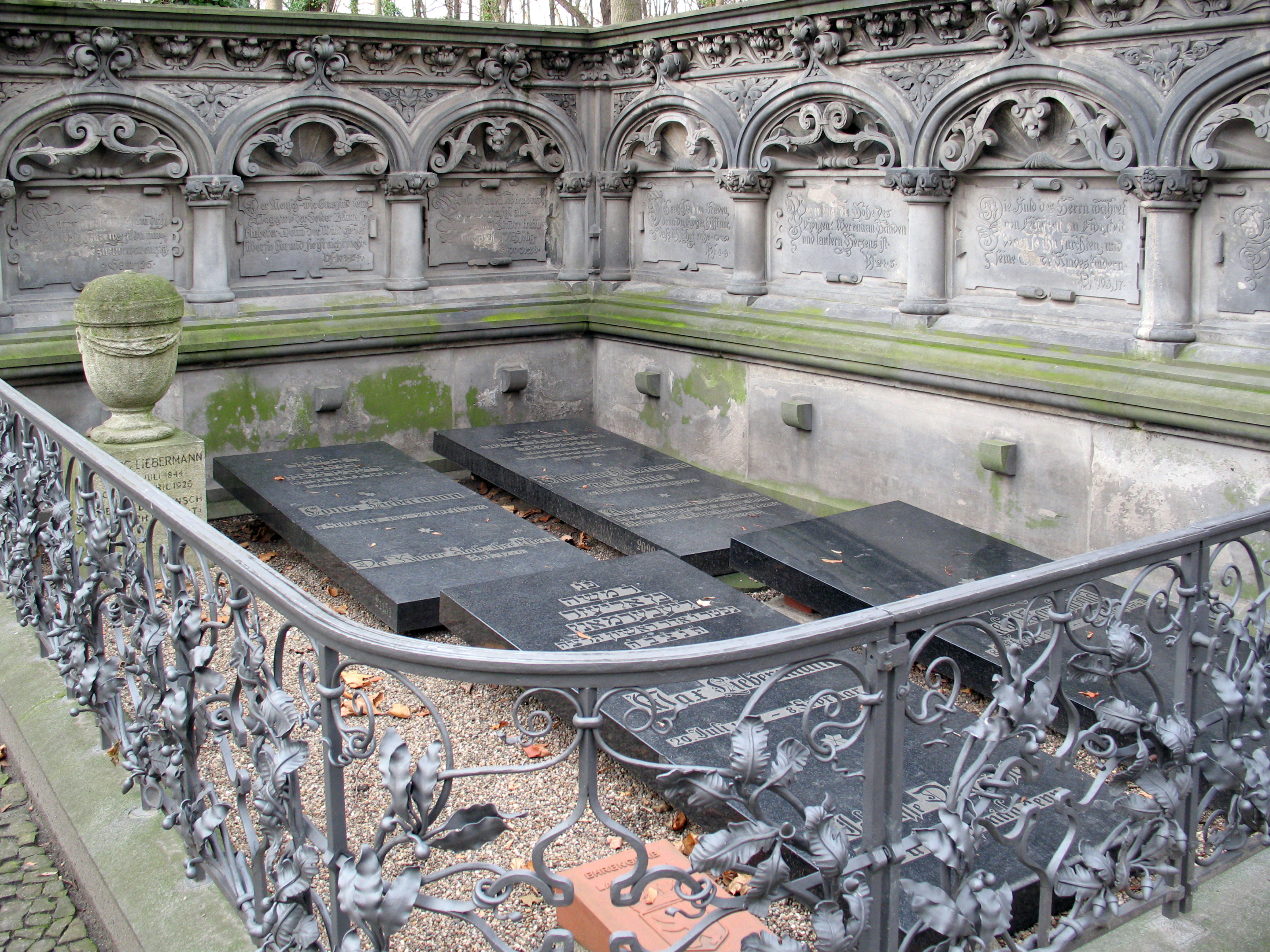
Grabmal Liebermann
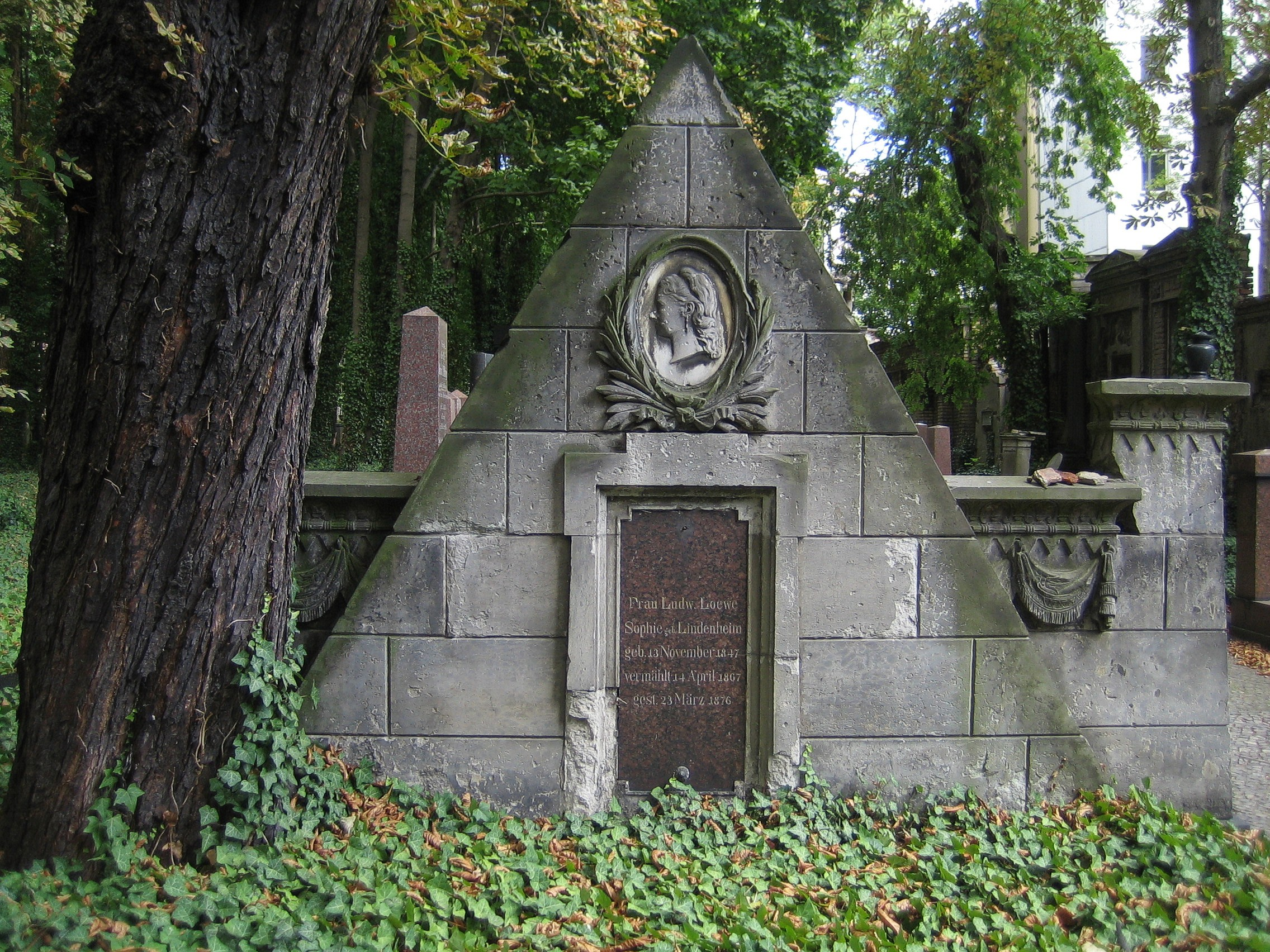
Grabmal Loewe

Der Jurist Hermann Makower war Anwalt des Hauses Hohenzollern, Fachbuchautor und Vorsitzender der Repräsentantenversammlung der Jüdischen Gemeinde in Berlin. Die Grabmale Makowers und seiner Frau stehen in Abteilung B. Die beiden Sarkophage bestehen aus Carrara-Marmor, sie sind mit konkav geschwungenen Wänden und filigranem Dekor historisierend im Stil des Rokoko gestaltet.
Das Grabmal des Kaufmanns Moritz Manheimer und seiner Frau Bertha in der Südwestecke des Friedhofs ist ein reich verziertes Erbbegräbnis, aus gelben Ziegelsteinen gemauert, eine Mischung von dekorativen Elementen aus den verschiedensten historischen Stilrichtungen: Romanik, Renaissance, Manierismus und Klassizismus. Das Ehepaar Manheimer hatte in Berlin verschiedene soziale Einrichtungen ins Leben gerufen und finanziert. Das Grab liegt in unmittelbarer Nähe des Gebäudes, in dem sich einst die 2. Altersversorgungsanstalt der Jüdischen Gemeinde befand, ein Altersheim, dessen Gebäude sie 1880 gestiftet hatten.
Der Komponist und Generalmusikdirektor der königlichen Oper in Berlin Giacomo Meyerbeer, ursprünglich Jacob Meyer Beer, liegt im Erbbegräbnis der Familie Beer an der nördlichen Friedhofsmauer begraben. Das Grab besteht aus einer hohen Rückwand und zwei Seitenflügeln, alle spätklassizistisch gegliedert. Die meisten Gedenktafeln sind in die Wände eingelassen, so auch die für Amalie Beer, die Mutter des Komponisten, die einen der bekannten Berliner Salons des 19. Jahrhunderts unterhielt. Die Marmortafel für Giacomo Meyerbeer steht rechts hervorgehoben auf einem Sockel.
Drei einfache, gleich geformte schwarze Granitsteine in der Abteilung L bezeichnen das Familiengrab von James Simon, seiner Frau Agnes und ihrer sehr jung gestorbenen Tochter Marie Luise. Simon, Kaufmann und kenntnisreicher Kunstsammler, war um die Jahrhundertwende einer der reichsten Männer in der Hauptstadt des Kaiserreichs. Große Teile seines Einkommens verwendete er für soziale Zwecke. Er finanzierte bedeutende Ausgrabungen im Vorderen Orient und überließ den Berliner Museen Hunderte seiner Kunstschätze, darunter die Porträtplastik der Nofretete.

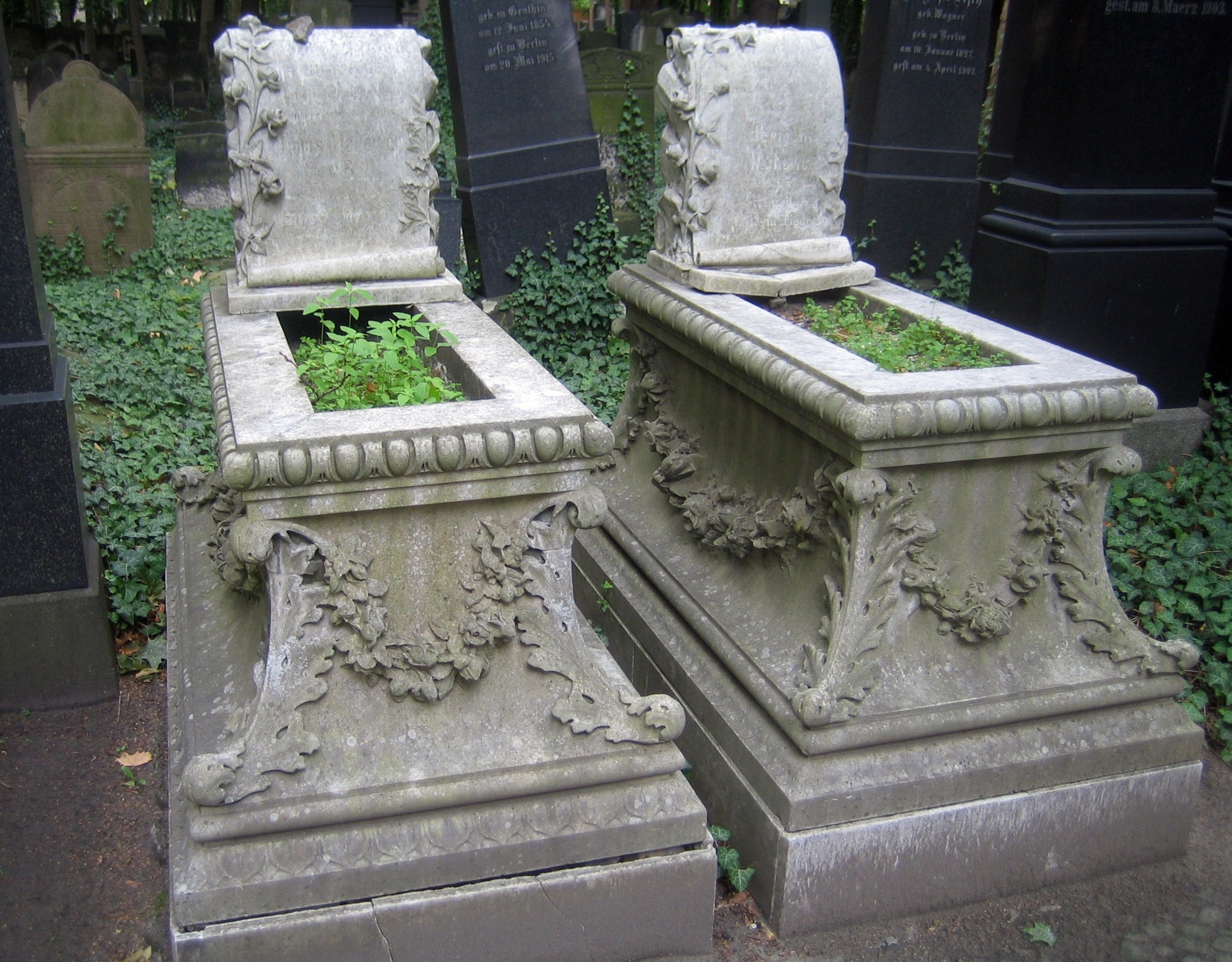
Grabstelle Makower
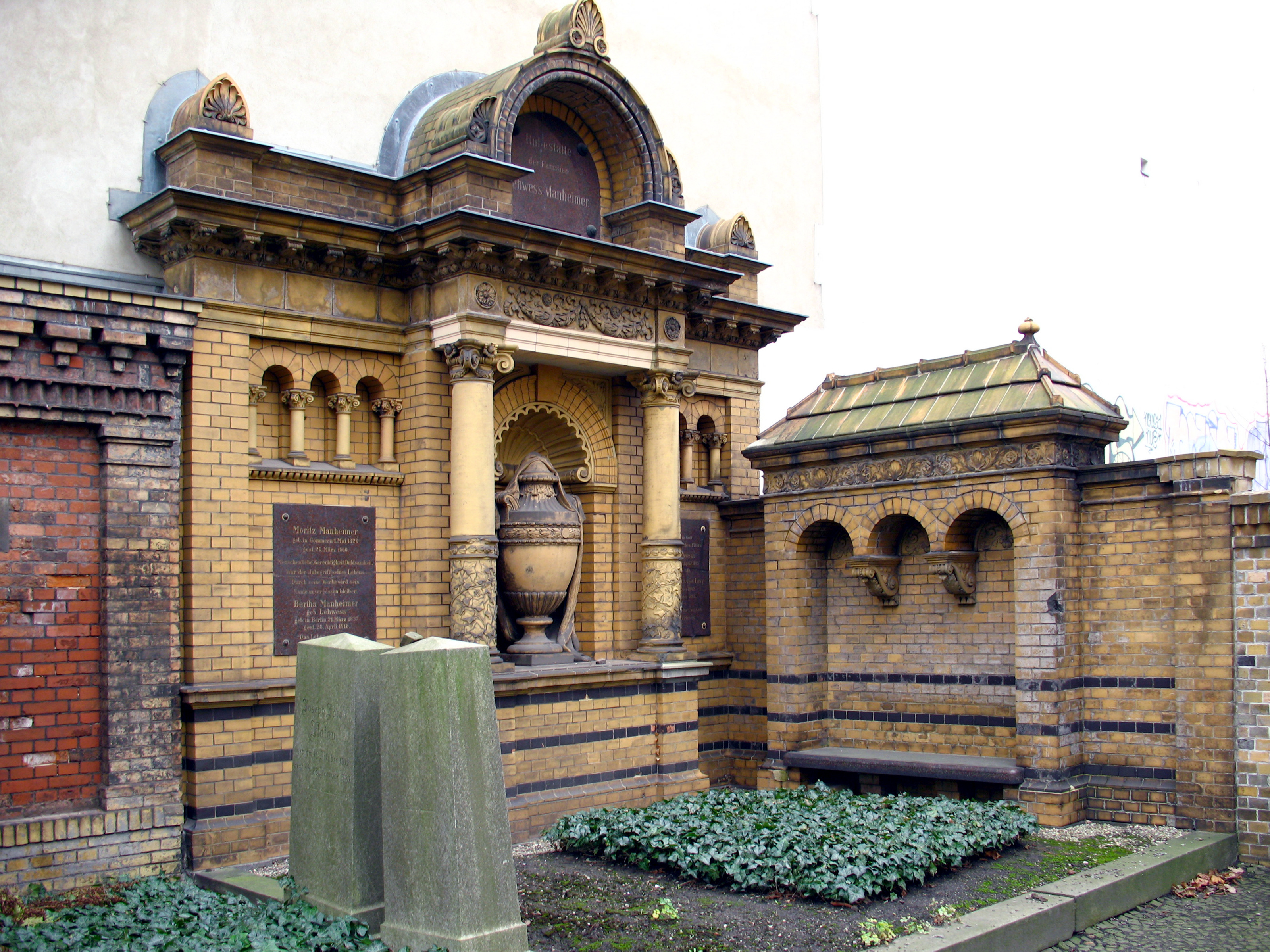
Grabmal Manheimer
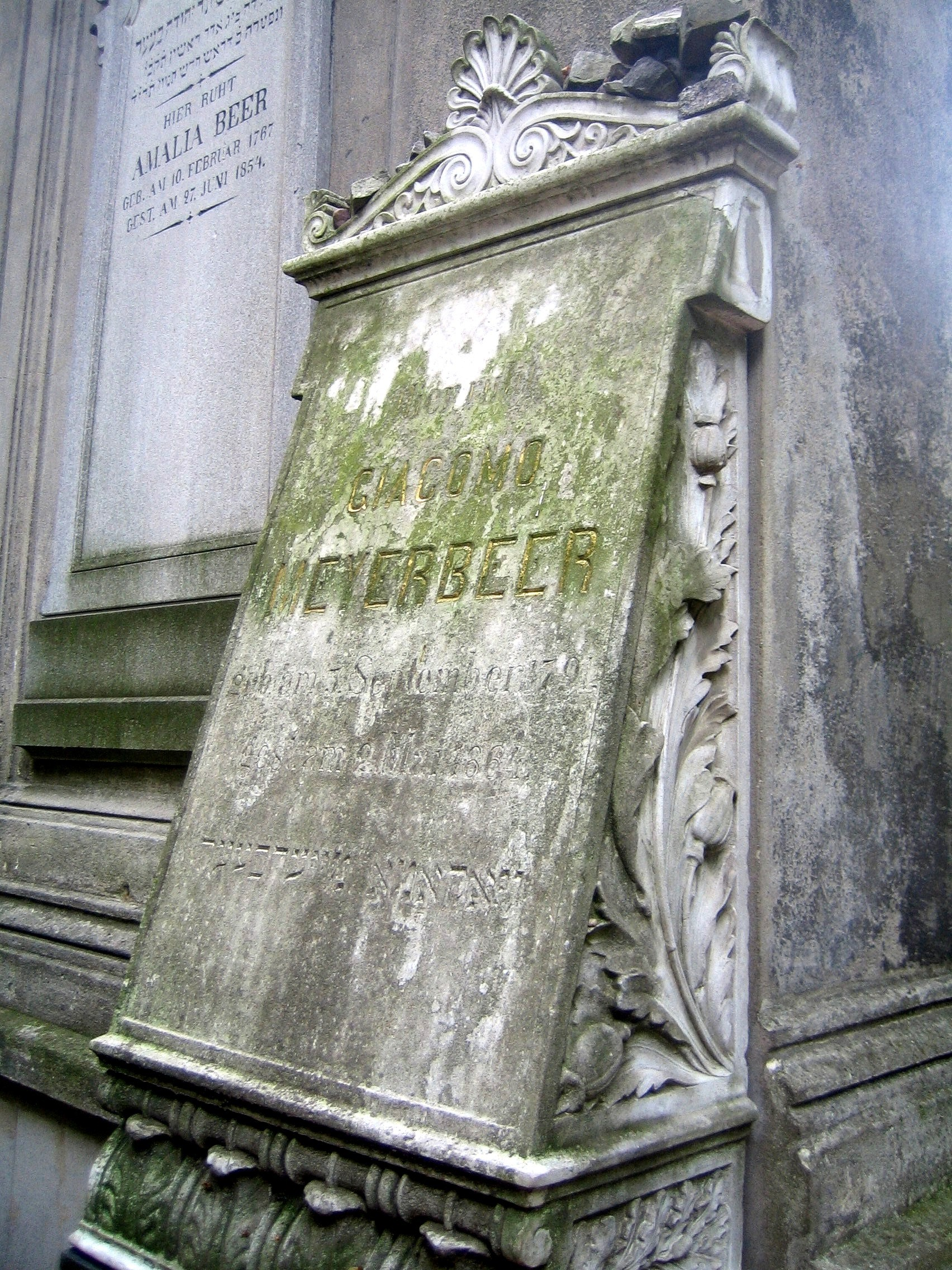
Grabmal Meyerbeer
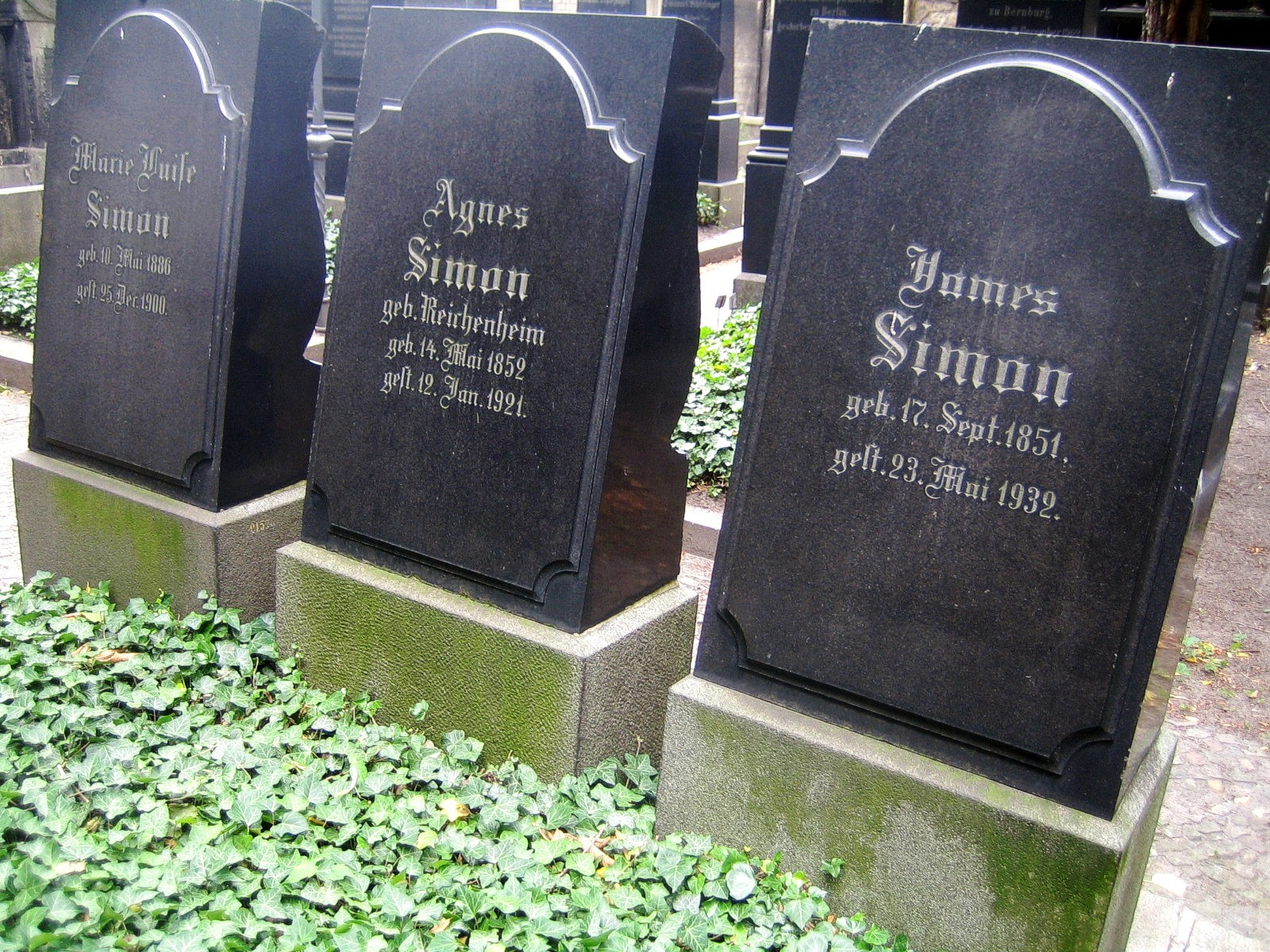
Grabstelle Simon

## (Weitere) Grabstätten bedeutender Persönlichkeiten
(* = Ehrengrab des Landes Berlin)
- Baruch Auerbach (1793–1864), Lehrer und Erzieher
- Ludwig Bamberger (1823–1899), Politiker und Publizist
- Amalie Beer (1767–1854), Salonnière, Mutter von Giacomo Meyerbeer
- Julius Beer (1822–1874), Arzt und Heimatforscher
- Wilhelm Beer (1797–1850), Bankier, Astronom
- Gerson von Bleichröder (1822–1893), Bankier
- Moritz Borchardt (1785–1860), Bankier, Königlicher Kommerzienrat
- Meno Burg (1789–1853), der erste preußische Stabsoffizier jüdischen Glaubens
- David Friedländer (1750–1834), Fabrikant und Autor
- Michael Sachs (1808–1864), Rabbiner, Übersetzer, Talmudist, Religionslehrer, Sprachforscher und Prediger (Ehrenreihe des Friedhofs)
- Abraham Geiger* (1810–1874), Reformrabbiner
- Adolf Ginsberg (1838–1898), Fabrikant, Kaufmann und Philanthrop[1][10]
- Ludwig Güterbock (1814–1895), Mediziner
- Georg Haberland (1861–1933), Bauunternehmer, Sohn von Salomon Haberland
- Salomon Haberland (1833–1914), Unternehmer, Vater von Georg
- Carl Hagen (1856–1938), Bankier und Mäzen
- Jenny Hirsch (1829–1902), Frauenrechtlerin
- Samuel Holdheim (1806–1860), Reformrabbiner
- Jacob Joseph Oettinger (1780–1860), orthodoxer Berliner Prediger der Synagogengemeinde, Rabbinatsverweser, Dajan, Talmudist und Pädagoge
- James Israel (1848–1926), Urologe und Chirurg
- Samuel Kristeller (1820–1900), Gynäkologe
- Eduard Lasker (1829–1884), Politiker
- Julius Lessing (1843–1908), erster Direktor des Berliner Kunstgewerbemuseums
- Max Liebermann* (1847–1935), Maler
- Lion und Deutsch – ein Familiengrab in Form eines Tabernakels nach Entwurf von August Wilhelm Cordes[1]
- Ludwig Loewe (1837–1886), Fabrikant, Reichstagsabgeordneter, Privatsekretär von Ferdinand Lassalle
- Hugo Lubliner (1846–1911), Schriftsteller
- Paul Wilhelm Magnus (1844–1914), Mykologe
- Moritz Manheimer (1826–1916), Kaufmann und Philanthrop
- Hermann Makower (1830–1897), Jurist, Vorsteher der Jüdischen Gemeinde zu Berlin
- Alexander Mendelssohn (1798–1871), Bankier
- Joseph Mendelssohn (1770–1848), Bankier
- Richard M. Meyer (Richard Moritz Meyer) (1860–1914), Literaturhistoriker
- Giacomo Meyerbeer* (1791–1864), Komponist und Dirigent
- Max Michael (1823–1891), Genremaler
- Albert Mosse* (1846–1925), Jurist und Rechtsberater
- Moritz Reichenheim (1815–1872), Stifter des ersten Jüdischen Waisenhauses[1]
- Ernst Julius Remak (1849–1911), Neurologe
- Robert Remak (1815–1865), Zoologe, Physiologe und Neurologe, Vater von Ernst
- Max Ring (1817–1901), Arzt und Schriftsteller
- A. Ritter von Liebermann von Wahlendorf († 1893), ein mit einer Decke schwer behangener Sarkophag
- Max Rothmann (1868–1915), Neurologe
- Oscar Rothschild (1852–1914), Bankier
- James Simon (1851–1932), Kaufmann, Sammler, Förderer der Berliner Museumslandschaft
- Wolfgang Straßmann (1821–1885), Politiker
- Louis Traube (1818–1876), Arzt, Mitbegründer der experimentellen Pathologie
- Ludwig Traube (1861–1907), klassischer Philologe, Mediävist in München. Sohn von Louis
- Leopold Ullstein (1826–1899), Zeitungsverleger
- Caesar Wollheim (1814–1882), Unternehmer und Kohle-Großhändler
- Bernhard Wolff (1811–1879), Verleger, Gründer von Wolffs Telegraphisches Bureau (WTB)
- Leopold Zunz (1794–1886), Begründer der modernen Judaistik